# Hydrocotyle
Hydrocotyle es un género de plantas acuáticas o semiacuáticas anteriormente clasificadas en la familia Apiaceae, ahora en la Araliaceae. Cerca de 75(–100) especies son de dispersión mundial tropical a templadas.

## Descripción
Son hierbas perennes, rastreras o escandentes, delgadas, glabras o pubescentes. Hojas alternas, simples, peltadas o no, palmatinervias y a veces palmatilobadas o -divididas, estipuladas, con pecíolo no envainador. Inflorescencias umbelas simples (a veces proliferantes) u ocasionalmente en espigas o verticilos, involucro inconspicuo o ausente, flores pediceladas o sésiles, blancas a purpúreas; cáliz obsoleto; pétalos sin ápice inflexo; estilopodio cónico a deprimido; carpóforo generalmente ausente. Fruto orbicular a elipsoide, comprimido a aplanado lateralmente, con costillas filiformes, delgadas o indefinidas, superficie glabra o pubescente, con células estructurales rodeando la cavidad de la semilla, vitas ausentes.

## Ecología
Se halla en y cerca de charcas, humedales, lagos, ríos.

## Taxonomía
El género fue descrito por Carolus Linnaeus y publicado en Species Plantarum 1: 234–235. 1753.
Etimología
Las hojas son generalmente orbiculares, de allí su nombre común.

## Especies
- Hydrocotyle asiatica centella asiática
- Hydrocotyle americana L. - quitasolillo partido (Cuba), yedra terrestre (México).[2]
- Hydrocotyle bonariensis redondita de agua
- Hydrocotyle bowlesioides
- Hydrocotyle hirsuta
- Hydrocotyle leucocephala
- Hydrocotyle moschata
- Hydrocotyle prolifera
- Hydrocotyle pusilla
- Hydrocotyle ranunculoides
- Hydrocotyle robusta
- Hydrocotyle sibthorpioides
- Hydrocotyle umbellata
- Hydrocotyle verticillata
- Hydrocotyle vulgaris